# Thestor penningtoni
Pennington’s Skolly (Thestor penningtoni) là một loài bướm ngày thuộc họ Bướm xanh. Nó được tìm thấy ở Nam Phi, nơi nó được tìm thấy ở West Cape, from the Swartberg Pass along the Great Swartberg, Elandsberg phía bắc of Seweweekspoort, the Keeromsberg và Waboomsberg, cũng như the Hex River Mountains.
Sải cánh dài 26–37 mm đối với con đực và 32–41 mm đối với con cái. Con trưởng thành bay từ cuối tháng 10 đến tháng 11. Có một lức một năm.